# کاتلین ترنر
مری کاتلین ترنر (انگلیسی: Mary Kathleen Turner؛ زاده ۱۹ ژوئن ۱۹۵۴) هنرپیشه اهل ایالات متحده آمریکا است. وی از سال ۱۹۷۸ میلادی تاکنون مشغول فعالیت بوده‌است.
از فیلم‌هایی که وی در آن نقش داشته‌است، می‌توان به جهانگرد اتفاقی، شرافت پریتزی، گرمای بدن، خانهٔ هیولا، مارلی و من، جولیا و جولیا، جواهر نیل، مهتاب و والنتینو، مردی با دو مغز، سریال مام، برهنه در نیویورک، احمق و احمق‌تر ۲، بلوز مخفی و سریال دوستان اشاره کرد.